# Una pequeña mirada
Una pequeña mirada es un cortometraje dramático dirigido por el director peruano Danny Gavidia en 1992. La historia desarrolla la migración forzada de una niña andina que huye a la ciudad de Lima escapando de la violencia producida por el conflicto armado interno.
Dentro de los elementos utilizados, destaca el texto de autoría de José Watanabe que acompaña a las imágenes y refleja la percepción y el sentir de la niña durante su viaje.

## Sinopsis
La película narra la historia de una niña andina que escapa de la sierra embarcada por sus tíos debido a los sucesos violentos y convulsos producidos durante el conflicto armado interno.
Sin embargo, al llegar a Lima, donde le espera su hermana mayor que trabaja como empleada doméstica, se encuentra con una ciudad áspera y hostil donde la violencia persiste en forma de discriminación y prejuicio. La tragedia de la protagonista e historia principal es narrada por medio de cantares que complementan las imágenes dónde aparecen otros personajes y paisajes urbanos que refuerzan el contraste pero también similitudes de realidades presentadas con la misma crudeza y violencia que atraviesan a personas marginadas por ser mujeres, pobres, migrantes, andinas y jóvenes.

## Producción
La producción estuvo a cargo de la productora Casablanca Films en colaboración con Juan Gavidia. El texto es de autoría del escritor y poeta José Watanabe y dirige el punto de vista desde donde se narran las imágenes. La composición y entonación del texto recaen en la voz de Débora Correa por medio de un canto suave y performativo muy parecidos a los yaraviés.